# 科隆比耶城堡

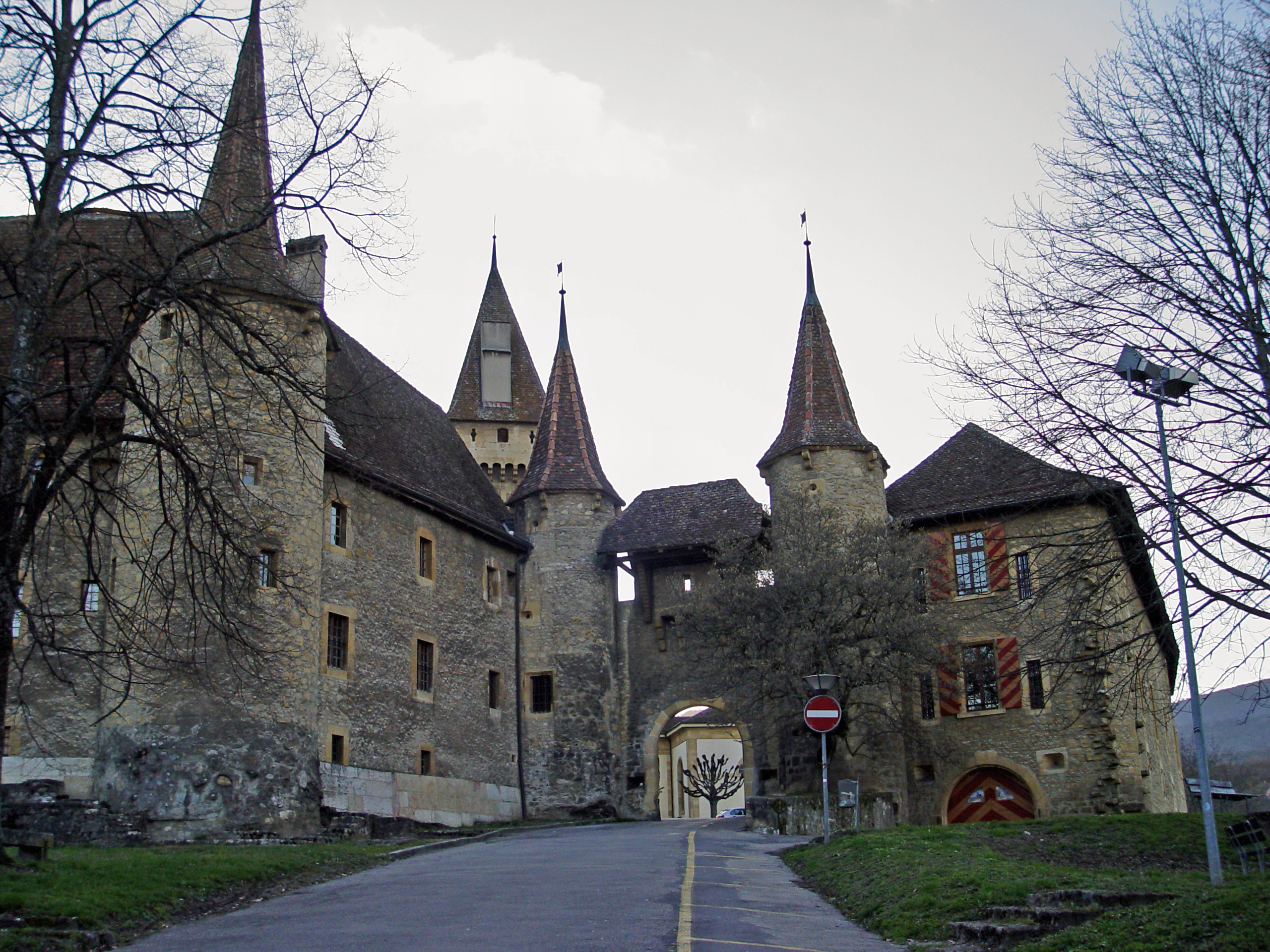
科隆比耶城堡

47°0′52.51″N 6°54′24.32″E / 47.0145861°N 6.9067556°E
科隆比耶城堡（法語：Château de Colombier）是瑞士纳沙泰尔州科隆比耶的一座中世纪城堡，坐落于纳沙泰尔湖北岸。现为军事博物馆，并列入瑞士国家重要文化财产名录。